# داودی بوریل
داودی بوریل (نام علمی: Chrysanthemum boreale) نام یک گونه از سرده گل داودی است.